# مستشفى منشية البكري
مستشفى منشية البكري هو مستشفى مجتمعي يقع في حي مصر الجديدة بالقاهرة. يعمل في المسشتفى 400 طبيب بدوام كلي أو جزئي. شكل العاملون في المستشفى بعد خلع حسني مبارك نقابة مستقلة ضمت في عضويتها الأطباء والممرضون والعمال والموظفون، وقد أقالت هذه النقابة مدير المستشفى وقتئذ، وانتخبوا الطبيب ميلاد إسماعيل مديرًا لها.

## أوضاع المستشفى
أعرب العاملون في مستشفى منشية البكري عن غضبهم بسبب نقص الحماية الشرطية ونقص الإمدادات الطبية الشديد، حيث اضطر الأطباء إلى مطالبة المرضى بشراء الأدوية واللوازم الطبية بأنفسهم لأن جزءًا صغيرًا فقط من ميزانية الصحة الوطنية كان يصل إلى المستشفيات المحلية.
شارك العاملون في المستشفى في الإضرابات العامة الثلاثة للأطباء في مايو 2011 حيث طالبت نقابة الأطباء بزيادة رواتب الأطباء والممرضين، وزيادة كبيرة في ميزانيات المستشفيات، وذكرت صحيفة ديلي نيوز إيجيبت أنه شارك في هذه الإضرابات قرابة 80% من أطباء مصر.